# ماثيو مودين
ماثيو أفيري مودين (ولد في 22 مارس 1959) هو ممثل أفلام أمريكي عرف من خلال أدواره في فل ميتال جاكيت و الدكتور مارتن برينير في أشياء غريبة و بدور آلان باركر في بيردي.  

## روابط خارجية
- ماثيو مودين على موقع IMDb (الإنجليزية)
- ماثيو مودين على موقع ميتاكريتيك (الإنجليزية)
- ماثيو مودين على موقع روتن توميتوز (الإنجليزية)
- ماثيو مودين على موقع ألو سيني (الفرنسية)
- ماثيو مودين على موقع ميوزك برينز (الإنجليزية)
- ماثيو مودين على موقع تيرنر كلاسيك موفيز (الإنجليزية)
- ماثيو مودين على موقع أول موفي (الإنجليزية)
- ماثيو مودين على موقع قاعدة بيانات برودواي على الإنترنت (الإنجليزية)
- ماثيو مودين على موقع قاعدة بيانات الأفلام السويدية (السويدية)
- ماثيو مودين على موقع إن إن دي بي (الإنجليزية)